# Михайло Михайлович (Романов)
Великий князь Миха́йло Миха́йлович Рома́нов (рос. Михаил Михайлович Романов; 16 жовтня 1861, Петергоф — 26 квітня 1929, Канни) — другий син великого князя Михайла Миколайовича і великої княгині Ольги Федорівни, онук імператора Миколи I і дядько імператора Миколи II; полковник і флігель-ад'ютант (06.05.1910).
Почесний член Московського товариства полювання імені імператора Олександра II; почесний член берлінського православного Свято-Князь-Володимирського братства.

## Життєпис
У 1862 році разом з батьками переїхав на Кавказ, де провів дитячі роки. У 1864 році призначений шефом 49-го піхотного Брестського полку. Здобув домашню освіту.
За родинною традицією обрав військову кар'єру. Після повернення до Санкт-Петербурга у 1881 році проходив військову службу в лейб-гвардії єгерському полку.
У 1891 році залишив військову службу у званні штабс-капітана і виїхав до Великої Британії. Мешкав у Лондоні.
У 1909 році імператор Микола II повернув великому князю Михайлу Михайловичу чин полковника і звання флігель-ад'ютанта, а під час перебування останнього в Росії у серпні 1912 року вдруге призначив його шефом 49-го піхотного Брестського полку.
У роки Першої світової війни, мешкаючи у Великій Британії, був головою Російського урядового комітету в Лондоні, через який йшло проведення для Російської армії різних військових замовлень.
Останні роки провів на своїй віллі Казбек у Каннах (Франція), де й помер. Похований на Гемпстедському цвинтарі Лондона.

## Родина
У 1891 році одружився морганатичним шлюбом із Софією, дочкою Миколи Вільгельма, принца Нассауського та його дружини графині Наталії фон Меренберг.
Імператор Олександр III хворобливо відреагував на цей шлюб і не визнав його. Шлюб було визнано лише у 1901 році імператором Миколою II.
У подружжя народилося троє дітей: доньки Анастасія (1892—1977) і Надія (1896—1963) та син Михайло (1898—1959).